# Palebœuf
Le Palebœuf est un ruisseau non navigable qui coule dans les départements des Vosges et de Meurthe-et-Moselle. C'est un affluent de l'Euron, sous-affluent de la Moselle et donc un sous-affluent du Rhin. Le service d'administration nationale des données et référentiels sur l'eau (SANDRE) lui a attribué le code  A5000630.

## Toponymie
Dans le langage local, on prononce «pâlbœuf».  Un «pas de bœuf» ou «pas le bœuf» est une largeur de terre engazonnée ou aménagée entre les terres en culture et un cours d'eau pour limiter l'érosion de la berge,. 
Les habitants d'Essey-la-Côte appelaient ce cours d'eau le Grand-ruisseau. Le premier cadastre de Vennezey contient un lieu-dit en bordure de ce ruisseau qui se nomme le Grand Rupt.

## Géographie

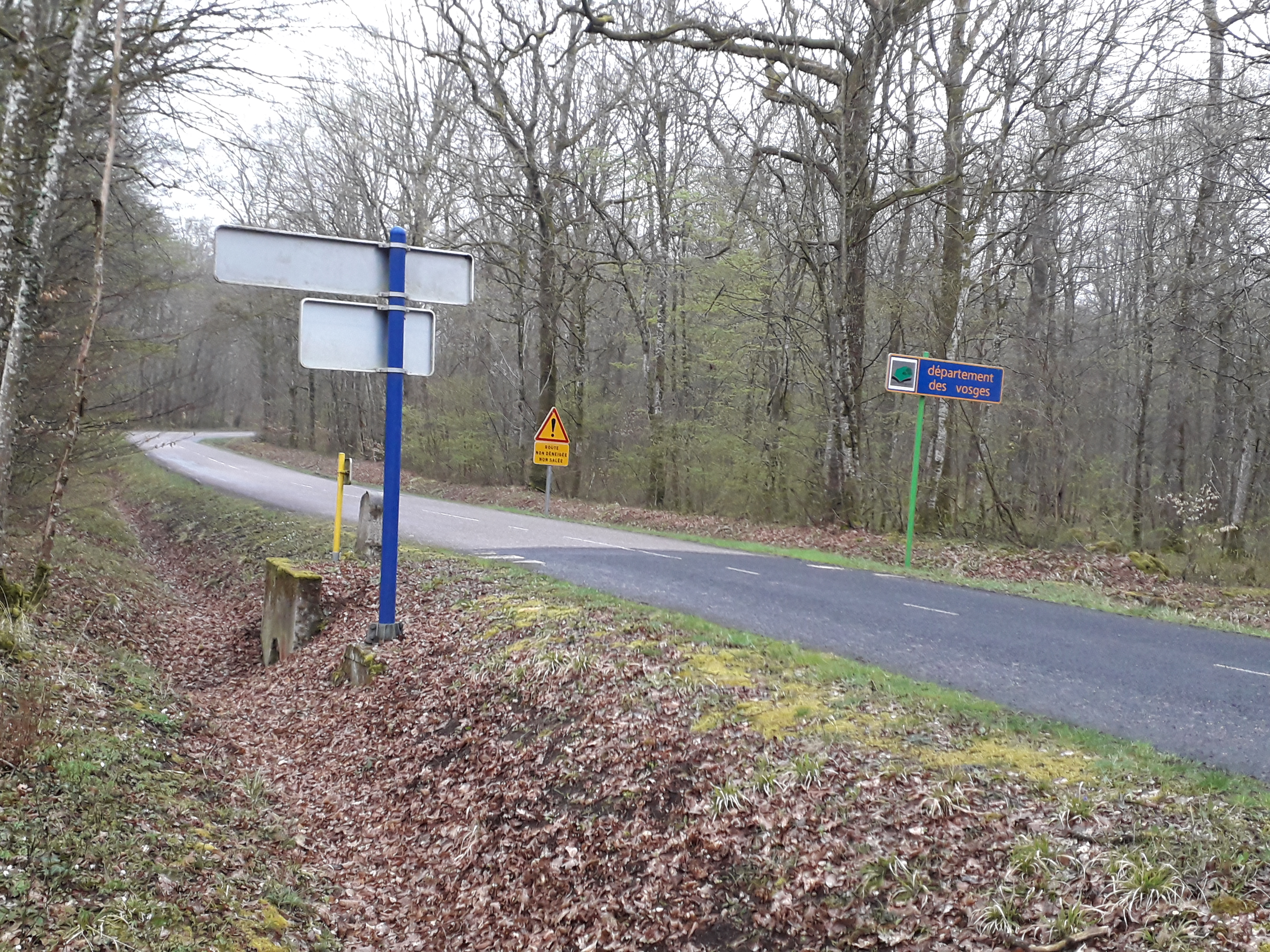
1er pont à la source du Palebœuf

D'une longueur de 7.89 km, le Palebœuf prend sa source à la limite des forêts d'Haillainville et d'Essey-la-Côte. Il chemine entre ces deux territoires sur environ 1,5 km. De ce fait, il sépare aussi les départements des Vosges et de Meurthe-et-Moselle. Il entre sur le territoire de Giriviller près de l'ancienne ferme de Purimont puis sert à nouveau de limite communale entre Essey-la-Côte et Giriviller jusqu'au territoire de Vennezey qu'il traverse entièrement. Il se jette dans l'Euron à Rozelieures. La confluence a pour coordonnées 48.4411 degrés de latitude et 6.439 degrés de longitude.

## Principaux affluents

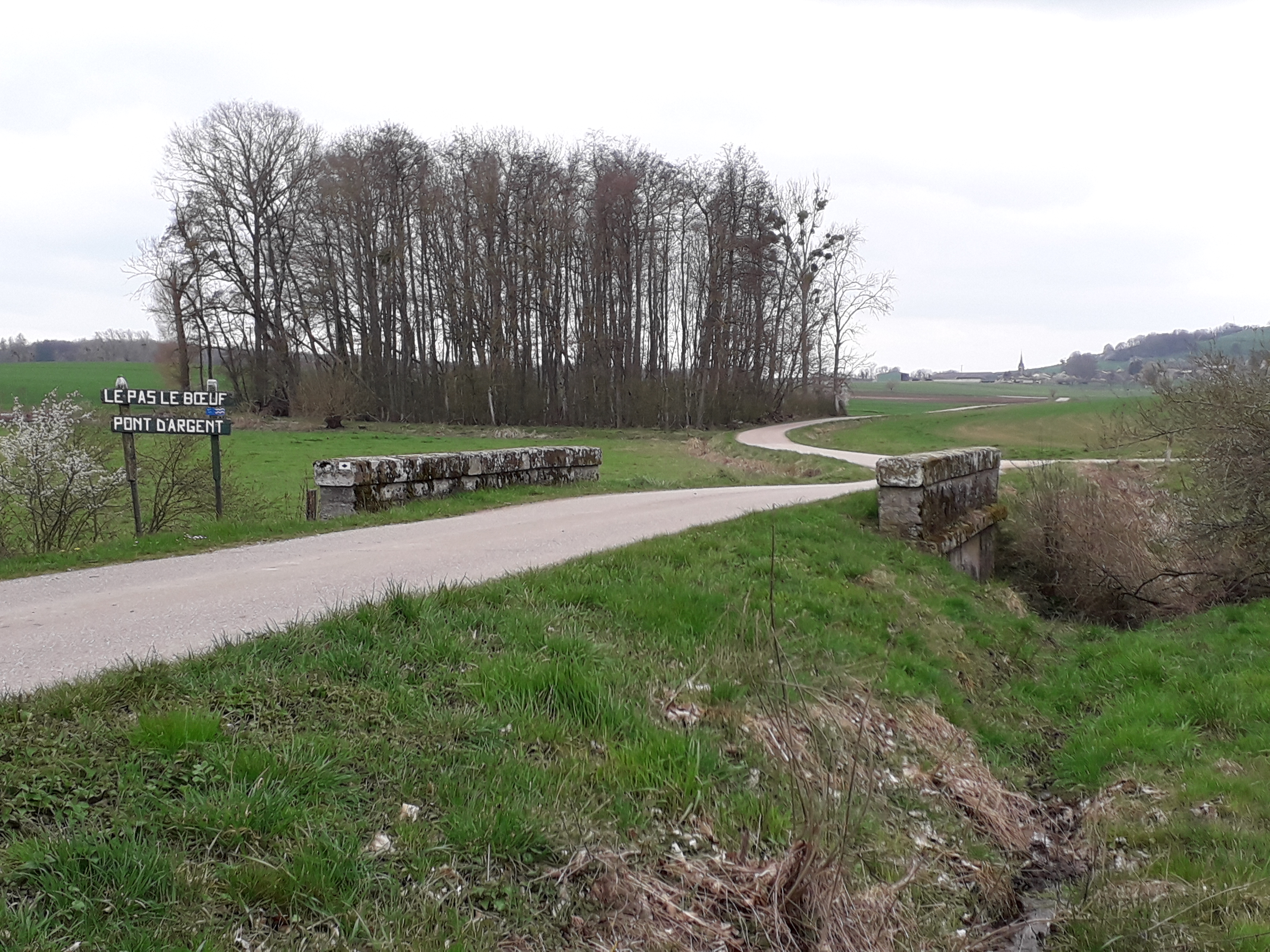
le Palebœuf sous le pont d'argent à Giriviller

Le Palebœuf reçoit en amont plusieurs petits ruisseaux provenant des forêts d'Haillainville, d'Essey-la-Côte  et de Giriviller. Dans sa partie médiane, il reçoit la goutte des Usoirs1, le ruisseau du Breuil et celui de Franc-fossé venant d'Essey-la-Côte. En aval, il reçoit le ruisseau de la Malmaison à Giriviller. À Vennezey ce sont les ruisseaux de l'Étang et celui des Aulnois.
1 : « Goutte des Usoirs » est le nom donné par le cadastre napoléonien d'Essey-la-Côte. Localement, on dit « Goutte des Zouaves ». Les autres noms de ruisseaux proviennent soit de la carte IGN, soit des anciens plans du cadastre.